# Heniko Sakka
Heniko Sakka (polgári néven Barna Henrietta Babett; Budapest, 1992. február 24. –) magyar írónő. 

## Életrajz
Középiskolai tanulmányait a Flór Ferenc Egészségügyi Szakközépiskola és Gimnáziumban végezte. A Kodolányi János Egyetem kommunikáció és médiatudományi karán, sajtó szakirányban szerzett végzettséget 2013-ban. 
Kapcsolata az írással nagyon fiatalon, még az általános iskolában kezdődött. Csupán ötödik osztályos volt, amikor rövid írásával megnyerte lakóközsége egyik pályázatát.
A középiskola első éveiben kötelezte el magát még jobban az írás felé. Kezdetben verseket írt, majd belekezdett első komolyabb munkájába, egy fanfiction megírásába.
2009-ben önálló ifjúsági regény kidolgozásába fogott bele, ami az Édes tini élet: 1000 és 1 gonddal fűszerezve címet kapta. A történet egy londoni gimnáziumban játszódik, ahol két futballszerető fiatal mindennapjaiba nyerhetünk bepillantást. Már maga a regény inkább az ifjúsági és fiatal felnőtt irodalom kedvelőinek szól, azoknak is kedvelt olvasmány lehet, akiknek nem ez a zsánerműfajuk.  
A történet 2012-ben jelent meg először az united p.c. kiadónál, ám az írónő úgy határozott, hogy az a verzió még átdolgozásra szorul. A következő nyolc évet arra szánta, hogy újraírja és átszerkessze az akkori munkáját, valamint elkezdte kidolgozni a történet következő kötetét is, ami 2021-ben került kiadásra. 
2020-ban az elkészült új könyvvel a Book Dreams kiadót kereste fel, akivel karöltve szeptember elején meg is jelentették az újradolgozott regényt, ezúttal már csak Édes tini élet címmel. Ezt a könyvet az írónő már Heniko Sakka álnéven publikálta. Heniko következő regénye, az Édes sorozatának második kötete 2021 szeptemberében jelent meg, ugyancsak a Book Dreams kiadó gondozásában. Ez a kötet az Édesebb tini élet címet viseli. 2022. nyarán pedig megjelent az ifjúsági trilógia záró kötete, aminek címe a Legédesebb tini élet. A főszereplők ismét megjelennek a 2023-ban kiadott, már felnőtteknek szóló Süß & Turner című könyvben, majd annak folytatásában a Süß & Turner 2-ben. Az írónő jelenleg első urban-fantasy kötetén dolgozik, ami a Szabotálni Cupidót címmel érkezik, 2025 második felében.   
Az írónő legnagyobb példaképe: J. K. Rowling. 

## Művei

### Barna Henrietta Babett néven
- Édes tini élet: 1000 és 1 gonddal fűszerezve (united p.c., 2012)

### Heniko Sakka néven
- Édes tini élet (Book Dreams kiadó, 2020)
- Édesebb tini élet (Book Dreams kiadó, 2021)
- Legédesebb tini élet (Book Dreams kiadó, 2022)
- Süß & Turner (Book Dreams kiadó, 2023)
- Édes tini élet. Édes sorozat első része; 2. bőv., jav. kiad.; magánkiad., 2023
- Édesebb tini élet. Édes sorozat második része; 2. bőv., jav. kiad.; magánkiad., 2024
- Süß & Turner. 2. rész; magánkiad., 2024